# Sơn Đông
Sơn Đông (giản thể: 山东; phồn thể: 山東; bính âm: Shāndōngⓘ; Wade–Giles: Shan-tung) là một tỉnh ven biển phía đông Trung Quốc. Năm 2018, Sơn Đông là tỉnh đông thứ hai về số dân, đứng thứ ba về kinh tế Trung Quốc với 100,4 triệu dân và 7,65 nghìn tỷ NDT (1,165 nghìn tỷ USD).
Tên gọi "Sơn Đông" xuất phát từ vị trí của tỉnh này ở phía đông Thái Hành Sơn, giản xưng của tỉnh Sơn Đông là "Lỗ", theo tên nước Lỗ thời cổ. Trước thời nhà Kim, Sơn Đông về mặt khái niệm địa lý là khu vực lưu vực Hoàng Hà rộng lớn ở phía đông Hào Sơn, Hoa Sơn hoặc Thái Hành Sơn. Thời cổ, trên địa bàn tỉnh Sơn Đông ngày nay có nước Tề và nước Lỗ. Sơn Đông nằm ở duyên hải phía đông Trung Quốc, thuộc hạ du Hoàng Hà, là địa phương cực bắc của vùng Hoa Đông. Tỉnh lị của Sơn Đông là Tế Nam. Ở một nửa phía tây, Sơn Đông giáp với các tỉnh khác tại Trung Quốc, từ bắc xuống nam lần lượt là: Hà Bắc, Hà Nam, An Huy và Giang Tô. Ở trung bộ, địa hình Sơn Đông cao đột ngột với đỉnh Thái Sơn là điểm cao nhất trên địa bàn. Bán đảo Sơn Đông giáp với Hoàng Hải, cách bán đảo Liêu Đông qua eo biển Bột Hải, bảo vệ Bắc Kinh-Thiên Tân và Bột Hải, đối diện với bán đảo Triều Tiên qua Hoàng Hải, đông nam bán đảo là vùng biển Hoàng Hải rộng lớn.
Tỉnh Sơn Đông có lịch sử lâu dài và văn hóa phong phú. Các nhà sáng lập tư tưởng Nho giáo như Khổng Tử và Mạnh Tử, nhà sáng lập tư tưởng Mặc gia là Mặc Tử, các nhà quân sự nổi tiếng như Tôn Tử, Tôn Tẫn, Ngô Khởi đều được sinh ra ở Sơn Đông. Với dân số trên 90 triệu người, Sơn Đông là tỉnh có dân số đông thứ hai Trung Quốc, chỉ sau Quảng Đông. Sơn Đông là một tỉnh lớn công-nông nghiệp, đóng góp một phần chính giá trị của nền kinh tế Trung Quốc, tổng GDP của Sơn Đông đứng thứ ba tại Trung Quốc.

## Lịch sử

### Thời kỳ Cổ đại

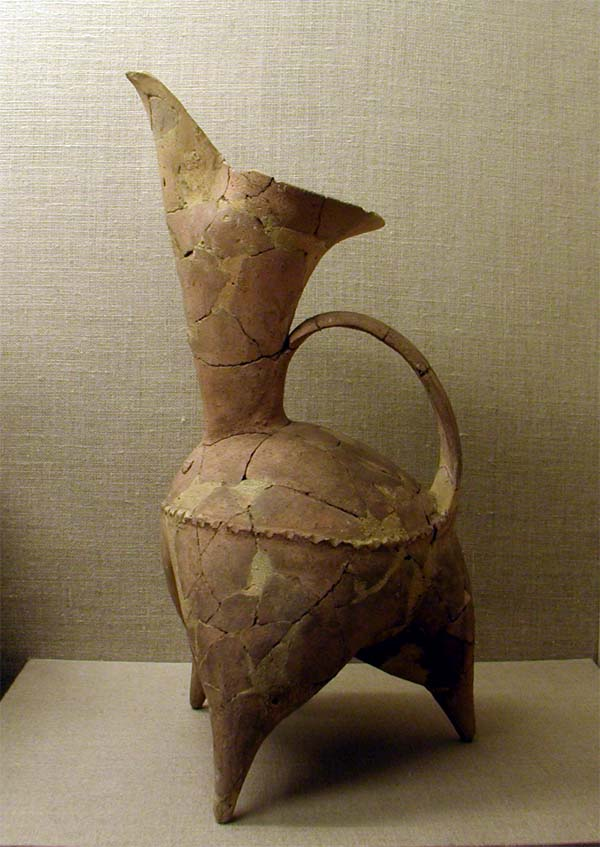
quy (鬹), một loại đồ gốm, khai quật được ở huyện Cử, thuộc văn hóa Đại Vấn Khẩu (4100 TCN - 2600 TCN)

Ở huyện Nghi Nguyên thuộc Sơn Đông, người ta đã phát hiện ra hóa thạch của người Nghi Nguyên (沂源人, Homo erectus Yiyuanensis) có niên đại từ thế Canh Tân cách nay từ 400.000 đến 500.000 năm trước, là một trong các ví dụ sớm nhất về người đứng thẳng tại Trung Quốc. Ngoài ra, trên địa bàn Sơn Đông đã khai quật thấy một di chỉ tụ cư bộ lạc thị tộc mẫu hệ có niên đại cách nay 7.000-6.000 năm, thuộc thời đại đồ đá, thuộc văn hóa Bắc Tân (北辛文化), có một số đặc điểm gần gũi với văn hóa Ngưỡng Thiều ở Trung Nguyên. Từ khoảng 4300 TCN - 2500 TCN, trên địa bàn Sơn Đông tồn tại văn hóa Đại Vấn Khẩu (大汶口文化) và văn hóa Long Sơn (龍山文化). Hiện nay, các đồ vật khai quật có niên đại sớm nhất có thể dùng để truy nguyên Hán tự là từ các mảnh đồ gốm của văn hóa Long Sơn.
Sơn Đông sở hữu rất nhiều truyền thuyết cổ sử, Thái Hạo, Thiếu Hạo được cho là hoạt động tại khu vực gò đồi ở đông nam của tỉnh. Sau đó, Xi Vưu, Chuyên Húc, Đế Khốc, Ngu Thuấn, Cao Dao, Bá Ích được cho là hoạt động ở vùng bình nguyên tây bắc và ở phần giao giới với các tỉnh lân cận. Sơn Đông nằm ở đông bộ bình nguyên Hoa Bắc, chịu ảnh hưởng của văn minh Hoa Hạ từ rất lâu.
Sau khi nhà Hạ được thành lập tại Trung Nguyên, khu vực Sơn Đông về cơ bản do tộc Đông Di khống chế. Các bộ lạc Đông Di trứ danh có: Hữu Tiết (有薛), Phiên (蕃), Hữu Nhưng (有仍), Hữu Mân (有缗), Tam Phảm (三𦟣), Cố (顧), Hữu Sân (有莘), Hữu Cùng (有窮), Hữu Cách (有鬲), Quá, (過), Hàn (寒), Châm Quán (斟灌), Châm Tầm (斟尋), Phí (費), Tăng (繒), Kỷ (杞), Quan (觀).
Thời kỳ đầu tộc Thương, bộ lạc này lấy tây nam bộ Sơn Đông làm trung tâm hoạt động. Thủy tổ tộc Thương là Khiết từng định đô tại Phiên (蕃)- nay thuộc Đằng Châu, thủ lĩnh Tướng Thổ định đông đô tại chân Thái Sơn. Sau này, tộc Thương phát triển thế lực về hướng đông, vượt quá Tứ Thủy (泗水), Sơn Đông vì thế là một trong những khu vực hoạt động chính của tộc Thương. Đầu thời nhà Thương, triều đình từng định đô tại Bạc (亳)- nay thuộc huyện Tào, sau từng có tám lần thiên đô, trong đó hai lần đầu nằm trên địa phận Sơn Đông, sau đó kinh đô triều Thương từng đặt ở đất Tí (庇)- nay thuộc Vận Thành, đất Yểm (奄)- nay thuộc Khúc Phụ. Khu vực thống trị của triều Thương có diện tích thống trị rộng lớn hơn nhiều so với triều Hạ, số phương quốc (tức nước chư hầu) tăng thêm nhiều. Các phương quốc chủ yếu của triều Thương trên địa bàn Sơn Đông gồm: Yểm (奄), Bạc Cô (薄姑), Chư (諸), Cử (莒), Đàm (郯), Phùng (逢), Họa (畫), Cố (顧), Thục (蜀), Lê (黎), Lai (萊), Kỷ (杞), Tăng (繒), Sân (莘), Nhâm (任).
Thế kỷ XI TCN, Chu Vũ vương tiêu diệt triều Thương, bắt đầu cai trị Thiên hạ. Sau đó, Vũ vương đã phong cho người phụ tá có công là Khương Tử Nha ở đất Tề, phong cho em trai là Chu Công Đán ở đất Lỗ. 

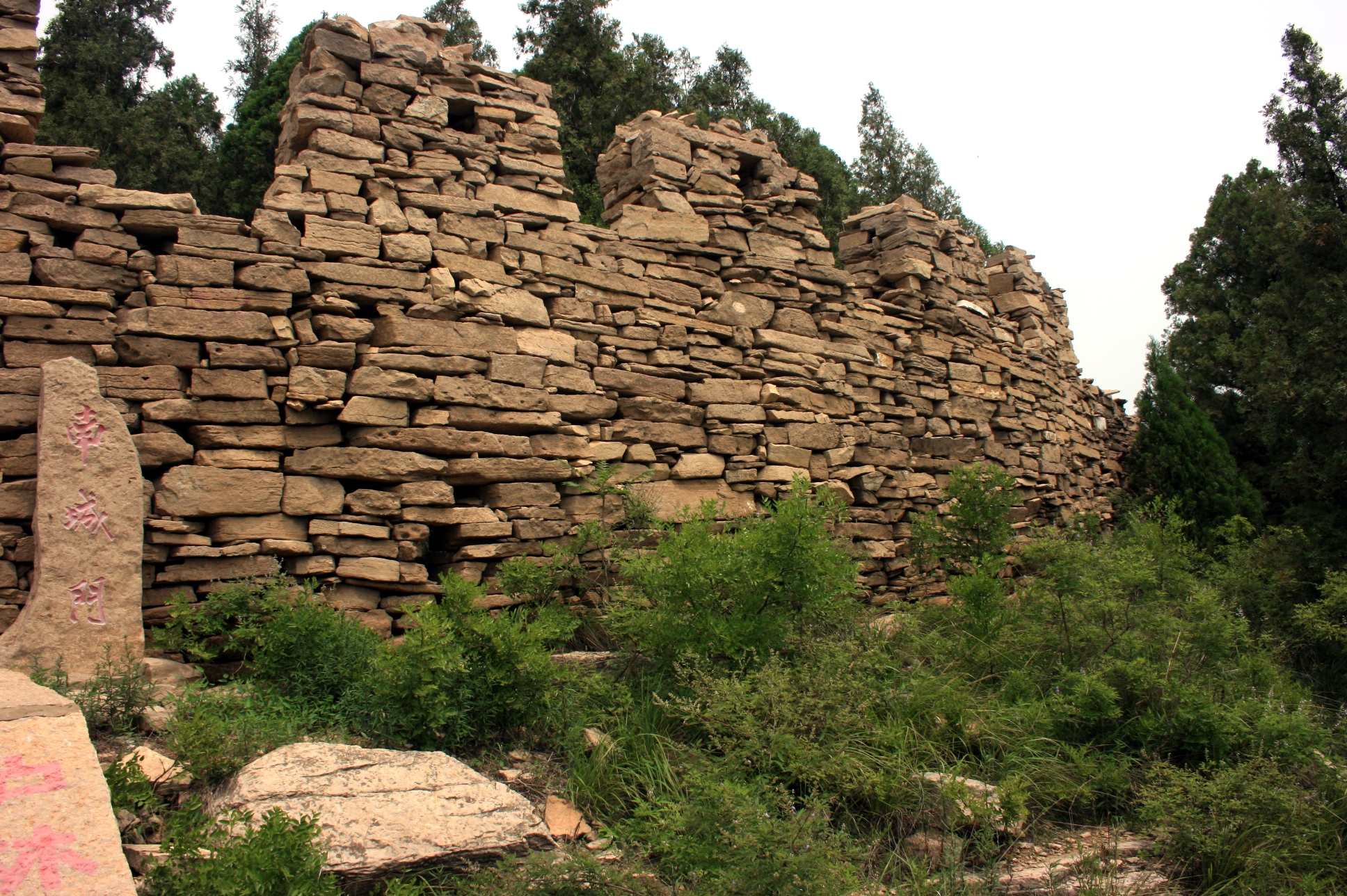
Phần còn lại của Tề Trường Thành trên Đại Phong Sơn (大峰山), tây nam khu Trường Thanh của Tế Nam

Nước Tề định đô ở Lâm Truy, căn cứ theo "Tả truyện- Hi công tứ niên", cương vực nước này "đông đến biển, tây đến hà (Hoàng Hà), nam đến Mục Lăng (穆陵)- nay ở nơi giao giới giữa Nghi Thủy và Lâm Cù, bắc đến Vô Lệ (無棣)- nay thuộc Diêm Sơn của Hà Bắc. Nước Tề "có nghề công thương thuận lợi, có nguồn lợi muối cá thuận lợi, nên nhiều người dân theo về". Nước Tề dung hợp "văn hóa Đông Di", "cử hiền và thượng công", chuyên tâm cách tân, quốc lực ở mức cao trong số các nước chư hầu. Điền thị nguyên nắm giữ quyền bính tại nước Tề, đến năm 386 TCN thì thay thế Khương thị làm vua nước Tề, sử gọi là Điền Tề.
Năm 567 TCN, một nước chư hầu Đông Di ở Sơn Đông là Lai đã tiến đánh Tề song đã bị Tề Linh công đánh bại hoàn toàn, Lai Cung công Phù Nhu bị giết. Lai là một nước lớn, và Tề đã mở rộng được gấp đôi cương vực của mình sau khi thôn tính nước Lai. Ngành công thương mại và kỹ thuật của Tề như dệt may đã rất phát triển, được khen là "Thiên hạ mũ, dây, áo quần, giày".
Nước Lỗ định đô tại Khúc Phụ, cương vực nước này chủ yếu nằm ở phía nam Thái Sơn, ở khu vực trung tâm và miền tây nam của tỉnh Sơn Đông ngày nay. Nước Lỗ tuân theo phép tắc lễ nhạc triều Chu, nông nghiệp phát triển, tôn trọng nhân nghĩa, truyền thống, luân lý, nhân hòa, là một "lễ nghi chi bang".
Văn hóa Tề Lỗ (齐鲁文化) có cống hiến lớn và ảnh sâu rộng đến sự phát triển, hình thành của văn hóa Trung Hoa. Khổng Phu Tử sinh ra tại đô thành Khúc Phụ của nước Lỗ, là người sáng lập ra tư tưởng Nho gia- sau này trở thành nền tảng của khuôn khổ và giá trị quan của xã hội Trung Quốc. Mạnh Tử, Trang Tử, Tôn Tử, Mặc Tử, Lỗ Ban và nhiều người hai nước Tề Lỗ khác là những đại biểu kiệt xuất có cống hiến trên nhiều phương diện cho văn minh Trung Hoa.
Ngoài Tề và Lỗ ra thì vào thời Xuân Thu, trên địa phận Sơn Đông còn có nhiều tiểu quốc chư hầu khác, chỉ xét theo Tả truyện thì đã nhiều đến 55 nước, trong đó các nước có cương vực và ảnh hưởng lớn là Lai, Cử, Đằng, sau đó đều bị hai nước Tề và Lỗ thôn tính. Đến thời Chiến Quốc, nước Tề bành trướng đến bán đảo Giao Đông, trở thành một trong Chiến Quốc thất hùng. Năm 249 TCN, nước Sở tiêu diệt nước Lỗ, đến năm 223 TCN thì nước Tần công hãm nước Sở. Đến năm 221 TCN, nước Tề trở thành nước chư hầu cuối cùng bị Tần thôn tính.

### Thời kỳ phong kiến
Sau khi thống nhất Trung Quốc, Nhà Tần thi hành quận huyện chế trên toàn quốc, các quận chủ yếu nằm trên địa phận Sơn Đông và có một phần thuộc Sơn Đông là: Tề quận, Lang Da quận, Tế Bắc quận, Giao Đông quận, Tiết quận. Để tăng cường thống trị với Sơn Đông, Tần Thủy Hoàng đã hạ lệnh đem cựu quý tộc và phú hào nước Tề trước đây đến các vùng Hàm Dương, Ba Thục, phá bỏ Tề Trường Thành, xây dựng trì đạo (đường ngựa xe chạy) trực thông đến kinh thành Hàm Dương, xúc tiến giao lưu kinh tế và văn hóa giữa Sơn Đông và các khu vực khác. Triều đình Tần tiến hành thống nhất văn tự trên toàn quốc, văn tự cổ của nước Tề bị phế trừ, đẩy nhanh tốc độ thống nhất về văn hóa và ngôn ngữ giữa Sơn Đông và các khu vực khác.
Năm 209 TCN, Trần Thắng và Ngô Quảng đã khởi nghĩa tại Đại Trạch hương (nay thuộc tỉnh An Huy), sau đó Bành Việt tại Xương Ấp (nay thuộc Cự Dã) cũng tiến hành khởi nghĩa phản Tần, là một lực lượng vũ trang trọng yếu thời Tần mạt. Đến khi Lưu Bang khởi nghĩa từ huyện Bái (nay thuộc tỉnh Giang Tô) cũng lấy nam bộ Sơn Đông làm phạm vi hoạt động. Đồng thời, lực lượng phản Tần còn bao gồm thế lực cựu quý tộc của sáu nước trước đây, hậu duệ Điền Tề là Điền Đam đã tự lập làm vương, chiếm lĩnh khu vực nước Tề trước đây. Sau khi Trần Thắng thất bại, quân Tần phản công, Điền Đam bị giết. Sau đó, em Điền Đam là Điền Vinh và Điền Hoành dẫn tàn quân ở Nguỵ về Tề, khôi phục được nước Tề.
Sơn Đông có tiếng tốt là "đất trồng màu mỡ nghìn lý", đã phát triển nông nghiệp và thủ công nghiệp từ sớm, đã trở thành trung tâm kinh tế của Trung Quốc từ thời Tần Hán. Sau khi diệt Tần, Hạng Vũ tự xưng làm Sở Bá Vương, đứng đầu chư hầu, phân phong cho các chư hầu, nước Tề bị chia làm 3: Điền Đô được phong làm Tề vương, đóng đô ở Lâm Truy; Điền Phất làm Giao Đông vương, đóng đô ở Tức Mặc; Điền An được lập làm Tế Bắc vương, đóng đô ở Bắc Dương. Sau khi Hạng Vũ chết, Lưu Bang đã hạ lệnh an táng Hạng Vũ theo lễ Lỗ công tại Cốc Thành- nay thuộc huyện Bình Âm của Sơn Đông. Thời kỳ Tây Hán, khu vực Sơn Đông có khoảng 17 triệu người, 3,9 triệu hộ, chiếm gần một phần ba dân số toàn Đại Hán khi đó, cũng là khu vực có mật độ cao nhất. Thời Hán, Sơn Đông là một nguồn cung sản phẩm quan trọng của con đường tơ lụa, Lâm Truy, Định Đào, Kháng Phụ (nay là Tế Ninh) là ba trung tâm dệt lớn của toàn quốc. Một lượng lớn sản phẩm dệt tinh tế đã được vận chuyển đến Tây Vực từ những nơi này. Thời Hán, ở khu vực Sơn Đông có hai châu (đơn vị hành chính cấp 1): Thanh châu (青州) ở bắc bộ và Duyện châu (兖州) ở nam bộ.
Những năm cuối thời Hán, Tào Tháo, Lưu Đại, Tang Bá, Trương Mạc trước sau đã lấy đất Sơn Đông làm nơi khởi binh. Sang thời Tam Quốc, Sơn Đông thuộc về Tào Ngụy. Sau khi các tộc Ngũ Hồ tràn vào Trung Nguyên, tiêu diệt Tây Tấn, tây bộ Sơn Đông cũng trở thành một chiến trường ác liệt, đã xảy ra nhiều chiến dịch lớn. Vào thời Ngũ Hồ thập lục quốc, Sơn Đông trước sau thuộc về các nước Hậu Triệu, Đông Tấn, Tiền Yên, Tiền Tần, Hậu Yên. Hậu kỳ Ngũ Hồ thập lục quốc, năm 399, hoàng thân Tiên Ti là Mộ Dung Đức đã chiếm được đô phủ của Thanh châu (nay là trung bộ và đông bộ Sơn Đông) thuộc Đông Tấn là Quảng Cố (nay thuộc Thanh Châu), biến Quảng Cố thành kinh đô mới của Nam Yên. Tháng 2 năm 410, tướng Đông Tấn là Lưu Dụ công phá Quảng Cố, Mộ Dung Siêu và 3.000 quan lại quý tộc Nam Yên bị quân Đông Tấn bắt sống, giải về Kiến Khang, sau bị chém đầu. Năm 412, vị cao tăng Đông Tấn Pháp Hiển (法顯) đã dừng chân ở Lao Sơn, thuộc rìa phía nam bán đảo Sơn Đông, rồi tiến đến Thanh Châu để biên dịch các kinh Phật mà ông mang về từ Ấn Độ
Năm 420, nhà Lưu Tống thay thế nhà Đông Tấn, Sơn Đông thuộc cương vực của triều đại này. Tuy nhiên, sau Chiến tranh Lưu Tống-Bắc Ngụy, Sơn Đông đã thuộc về Bắc Ngụy- triều đại đã thống nhất miền Bắc Trung Quốc. Sau khi Bắc Ngụy diệt vong, Sơn Đông lần lượt thuộc về Đông Ngụy và Bắc Tề.
Vào thời gian cực thịnh của triều Tùy, số hộ tại khu vực nay là Sơn Đông chiếm 21% tổng số hộ toàn quốc. Chiến loạn những năm cuối triều Tùy đã phá hoại nặng nề Sơn Đông. Sau Trinh Quán chi trị thời Đường Thái Tông và Vĩnh Huy chi trị thời Đường Cao Tông, Sơn Đông mới có thể khôi phục và phát triển. Thời Nhà Đường, khu vực Sơn Đông chủ yếu thuộc về Hà Nam đạo. Những năm Khai Nguyên và Thiên Bảo thời Đường Huyền Tông, mỗi năm đều có hàng triệu thạch lương thực được vận chuyển từ Sơn Đông đến Quan Trung, và ở những nơi như đất Thanh (nay là Thanh Châu) và đất Tề (nay là Tế Nam), vật giá thấp hơn nhiều so với các khu vực khác tại Trung Quốc. Thời Đường, kính hoa lăng (镜花绫) Duyện châu, tiên văn lăng (仙纹绫) Thanh châu, đều là các sản phẩm dệt đẹp và tốt nổi tiếng trên toàn quốc. Đến cuối thời Đường, chiến tranh lại nổi lên khắp nơi. Các Truy Thanh tiết độ sứ từng kế tiếp nhau cát cứ Sơn Đông trong suốt 60 năm (758-819): Hầu Hi Dật (侯希逸), các thành viên họ Lý gồm Lý Chính Kỉ (李正己), Lý Nạp (李纳), Lý Sư Cổ (李师古), Lý Sư Đạo (李师道). Sang thời Ngũ Đại Thập Quốc, Sơn Đông lần lượt thuộc cương vực của năm triều đại ngắn ngủi ở phương Bắc: Hậu Lương, Hậu Đường, Hậu Tấn, Hậu Hán, Hậu Chu; trong thời gian này kinh tế Sơn Đông hoàn toàn đình trệ.

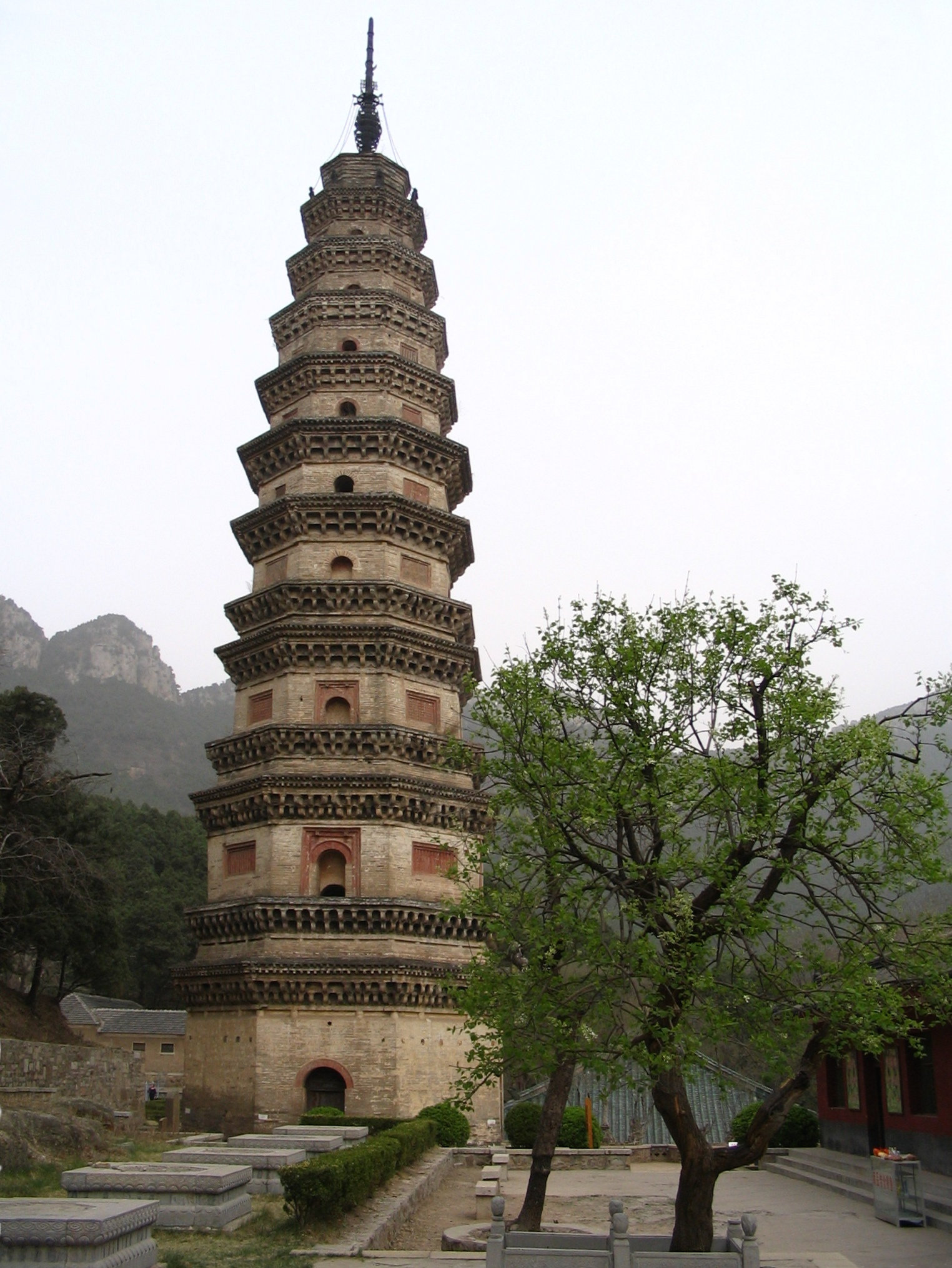
Tích Chi tháp (辟支塔) tại Linh Nham tự (靈巖寺) ở Tế Nam, được xây từ năm 1056 đến năm 1063

Triều Tống tái thống nhất Trung Quốc vào cuối thế kỷ X. Năm 1996, người ta đã tìm thấy hơn 200 bức tượng Phật giáo tại Thanh Châu, nó được ca ngợi là một phát hiện khảo cổ học lớn. Các bức tượng được cho là đã bị chôn vùi khi Tống Huy Tông đàn áp Phật giáo do ông ủng hộ Đạo giáo. Thời Bắc Tống, kinh tế Sơn Đông phục hồi và phát triển nhanh chóng, năm Tuyên Hòa thứ 1 (1119-1120) thời Tống Huy Tông, Tống Giang (tức Tống Công Minh) đã tập hợp 36 người nổi dậy tại Lương Sơn (nay thuộc huyện Bình Hồ), sự việc này được tiểu thuyết hóa trong tác phẩm Thủy Hử truyện. Năm Chí Đạo thứ 3 (997), triều đình Tống chia toàn quốc thành 15 lộ, khu vực Sơn Đông hiện nay thuộc Kinh Đông lộ. Năm Hi Ninh thứ 5 (1072), triều đình Tống chính thức phân Kinh Đông lộ thành hai lộ là Kinh Đông Đông lộ và Kinh Đông Tây lộ, đại bộ phận Sơn Đông thuộc Kinh Đông Đông lộ, còn phần tây nam thuộc Kinh Đông Tây lộ.
Triều Tống đã buộc phải nhượng khu vực phía Bắc Trung Quốc, trong đó có Sơn Đông, cho triều Kim của người Nữ Chân vào năm 1142. Thời Kim, khu vực tỉnh Sơn Đông hiện nay gần như tương ứng với phạm vi của Sơn Đông Đông lộ (trị sở tại Ích Đô) và Sơn Đông Tây lộ (trị sở tại Đông Bình). Những năm Thái Hòa thời Kim Chương Tông là thời cực Thịnh của triều Kim, khi đó tổng nhân khẩu của Sơn Đông Đông lộ và Sơn Đông Tây lộ vượt quá 10 triệu người. Khi đế quốc Mông Cổ xâm lược Kim, Sơn Đông đã bị tàn phá, cả nghìn lý không có một bóng người. Kết quả là đến năm Chí Nguyên thứ 13 (1276) thời Nguyên Thế Tổ Hốt Tất Liệt, Sơn Đông chỉ còn 1,26 triệu người với 38 vạn hộ, giảm tương ứng 87% và 75% so với thời Kim, chưa bằng một phần mười nếu so với thời Tây Hán. Thời Kim và Nguyên, người dân bị bóc lột nghiêm trọng, cùng với sự thống trị hung bạo của ngoại tộc, xã hội và kinh tế Sơn Đông lâm vào tình trạng đình trệ và suy thoái.
Sơn Đông hành tỉnh được thiết lập vào những năm Hồng Vũ thời Minh Thái Tổ Chu Nguyên Chương, đương thời Sơn Đông còn bao gồm cả Liêu Đông. Vào khoảng năm Hồng Vũ thứ 1 (1368), Sơn Đông "phần lớn là đất không người", triều đình Minh khuyến khích nhân dân khai khẩn. Đến năm Hồng Vũ thứ 26 (1393), diện tích đất canh tác của Sơn Đông đã đạt trên 72,4 triệu mẫu, đứng thứ ba toàn quốc. Năm Vĩnh Lạc thứ 19 (1421) thời Minh Thái Tông, sau khi triều Minh thiên đô đến Bắc Kinh, những nơi nằm ven tuyến Đại Vận Hà là Tế Ninh và Lâm Thanh thuộc Sơn Đông đã phát triển phồn vinh nhờ tào vận, tức vận chuyển bằng đường thủy. Sơn Đông hành tỉnh thời Minh được phân thành 6 phủ: Tế Nam, Duyện Châu, Đông Xương, Thanh Châu, Lai Châu, Đăng Châu.
Sang thời Thanh, Sơn Đông tỉnh được phân thành ba đạo: Tế Đông Thái Vũ Lâm đạo, Đăng Lai Thanh Giao đạo, Duyện Nghi Tào Tế đạo. Năm Khang Hy thứ 61 (1722) thời Thanh Thánh Tổ, diện tích đất canh tác của Sơn Đông đạt trên 90 triệu mẫu, lại trở thành một trong các tỉnh đông dân nhất nước. Năm 1855, Hoàng Hải đổi dòng, lại chảy qua địa phận Sơn Đông rồi đổ ra biển. Kể từ đó, đoạn Đại Vận Hà qua Sơn Đông dần dần bị ứ tắc, các thành thị Tế Ninh, Lâm Thanh và Đông Xương (Liêu Thành) nhanh chóng suy thoái. Thập niên 1860, Yên Đài trở thành cảng mở cửa đầu tiên của Sơn Đông, đương thời vận chuyển đường biển đã trở thành phương thức giao thông chủ yếu giữa bắc và nam của Trung Quốc, Yên Đài vì thế nhanh chóng phát triển phồn vinh. Năm 1895, trong chiến tranh Giáp Ngọ, quân Nhật công chiếm Uy Hải, toàn hạm đội Bắc Dương bị tiêu diệt. Sơn Đông là một tỉnh trọng yếu trong hoạt động truyền giáo tại Trung Quốc của các giáo sĩ truyền giáo phương Tây. Năm 1899, Nghĩa Hòa Đoàn đã nổi lên từ Sơn Đông, tiến hành tấn công các giáo sĩ truyền giáo trên khắp địa bàn tỉnh. Viên Thế Khải được cử làm tổng đốc Sơn Đông để dập tắt cuộc khởi nghĩa và nắm giữ chức vụ này trong 3 năm.
Năm 1898, Thanh Đảo và Uy Hải phân biệt được triều Thanh cấp cho Đức Quốc và Anh Quốc thuê, Uy Hải luôn chỉ là một căn cứ hải quân, còn Thanh Đảo dưới sự thống trị của Đức và sau này là Nhật đã phát triển thành một thành thị công thương nghiệp trọng yếu của miền Bắc Trung Quốc. Người Đức đã tiến hành xây dựng đường sắt Giao-Tế nối từ Thanh Đảo đến Tế Nam trong giai đoạn 1899-1904, hoàn thành xây dựng đoạn phía bắc của đường sắt Tân-Phố vào năm 1911, đưa Sơn Đông vào phạm vi thế lực của họ. Các nơi ven tuyến đường sắt Giao-Tế là Tế Nam, Duy huyện (Duy Phường), Chu Thôn đều trở thành nơi thông thương buôn bán với nước ngoài, thành thị phát triển lớn lao. Cuối thời Thanh, Nga và Nhật trở thành mối uy hiếp lớn đối với Trung Quốc, triều đình cuối cùng cũng phải mở cửa Đông Bắc cho di dân người Hán, cộng với sự khuyến khích của Trương Tác Lâm vào những năm đầu Dân Quốc, trong vòng 100 năm đã có hàng chục triệu nông dân Sơn Đông theo đường biển và đường bộ để đến Đông Bắc mưu sinh, gọi là Sấm Quan Đông, nay tổ thành một bộ phận quan trọng trong nhân khẩu vùng Đông Bắc.

### Thời cộng hòa

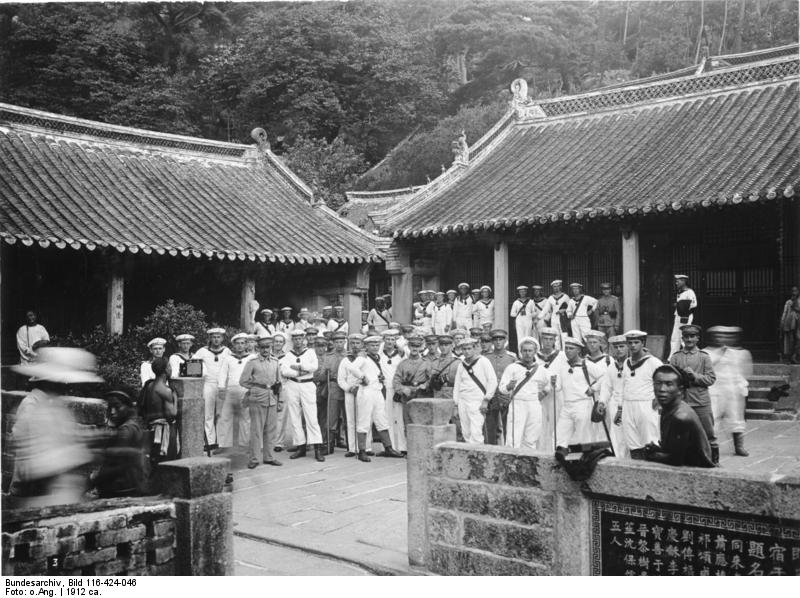
Quân Đức tại Thanh Đảo, 1912

Trong Thế Chiến I, năm 1914, quân Nhật đổ bộ lên bắc bộ bán đảo Giao Đông, bao vây Thanh Đảo của Đức. Trải qua giao chiến ác liệt, quân Nhật cuối cùng cũng chiếm được Thanh Đảo. Người Đức không chỉ để mất Thanh Đảo mà còn mất ảnh hưởng của họ trên toàn Sơn Đông. Theo hòa ước Versailles, người Đức nhượng các tô giới tại Sơn Đông cho Nhật Bản thay vì phục hồi chủ quyền cho Trung Hoa Dân Quốc. Sự không hài lòng của công chúng Trung Quốc với vấn đề Sơn Đông trong Hòa ước Versailles đã dẫn đến phong trào Ngũ Tứ. Cuối cùng, theo điều đình của Hoa Kỳ trong Hội nghị Washington, Nhật Bản đã trả lại Thanh Đảo cho Trung Quốc. Đến năm 1930, thông qua đàm phán ngoại giao, Anh Quốc đã trao trả Uy Hải cho Trung Quốc.
Trong Thời kỳ quân phiệt từ năm 1916 đến 1928 trong lịch sử Trung Hoa Dân Quốc, ban đầu Sơn Đông nằm trong tay các quân phiệt Trực hệ, sau từ sau chiến tranh Trực-Phụng lần hai vào năm 1924 thì Sơn Đông rơi vào tay Phụng hệ. Tháng 4 năm 1925, Phụng hệ bổ nhiệm Trương Tông Xương, có biệt danh là "cẩu nhục tướng quân" (tức "tướng quân thịt chó") làm đốc biện Sơn Đông, ông được tạp chí Time gán cho là "quân phiệt đê tiện nhất" Trung Quốc. Trương Tông Xương cai quản Sơn Đông cho đến năm 1928, khi ông bị trục xuất trong Bắc phạt. Trong Bắc phạt, khi Quốc dân Cách mạng quân qua Tế Nam, đã xảy ra xung đột với quân Nhật, được gọi là sự kiện Tế Nam hay "thảm án Ngũ Tam".
Kế nhiệm Trương Tông Xương là Hàn Phúc Củ, người này trung thành với quân phiệt Phùng Ngọc Tường song sau đó đã hướng lòng trung thành của mình sang chính phủ Nam Kinh do Tưởng Giới Thạch đứng đầu. Hàn Phúc Củ cũng trục xuất quân phiệt Lưu Trân Niên (劉珍年), có biệt danh là "Giao Đông vương"- người cai quản đông bộ Sơn Đông, do đó thống nhất cả tỉnh dưới quyền cai quản của mình.

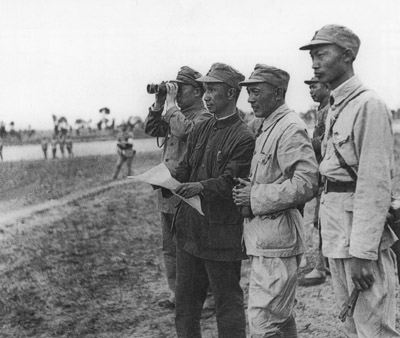
Túc Dụ (粟裕)- người thứ hai từ trái sang, chỉ huy chiến dịch Mạnh Lương Cố năm 1947

Năm 1937, Nhật Bản bắt đầu tiến hành xâm lược Trung Quốc bản thổ trong Chiến tranh Trung-Nhật, và sau đó trở thành một phần của Mặt trận Thái Bình Dương trong Thế Chiến II. Hàn Phúc Củ giữ chức chủ tịch tỉnh Sơn Đông, phó tư lệnh chiến khu V và được giao phụ trách việc phòng thủ hạ du Hoàng Hà. Tuy nhiên, ông đã từ bỏ căn cứ Tế Nam của mình khi quân Nhật băng qua Hoàng Hà và bị hành quyết vì tội không làm theo mệnh lệnh một thời gian ngắn sau đó. Sơn Đông hoàn toàn bị quân Nhật chiếm đóng, hoạt động kháng cự vẫn tiếp tục ở nông thôn, và đây cũng là một trong các tỉnh mà tướng Yasuji Okamura thi hành "chính sách Tam quang" là "giết hết, đốt hết, cướp hết", điều này chỉ kết thúc khi Nhật Bản đầu hàng vào năm 1945.
Sau Thế Chiến II, Bát lộ quân của Cộng sản đảng đã nắm trong tay đại bộ phận các khu vực của tỉnh Sơn Đông, thiết lập chính quyền cấp tỉnh ở Lâm Nghi, còn các nhân viên tiếp quản của chính phủ Trung Hoa Dân Quốc ở Trùng Khánh chỉ kiểm soát được các thành phố lớn. Sau khi bùng phát Nội chiến Quốc-Cộng, quân đội chính phủ Quốc dân từng công hạ một bộ phận huyện thị. Tháng 5 năm 1947, Hoa Đông Nhân dân Giải phóng quân của Trần Nghị tại chiến dịch Mạnh Lương Cố (孟良崮) đã tiêu diệt hoàn toàn sư đoàn 74 gồm bộ đội tinh nhuệ Trung ương quân của Trương Linh Phủ (張靈甫). Ngày 24 tháng 9 năm 1948, quân của Trần Nghị công chiếm Tế Nam, chủ tịch Sơn Đông là Vương Diệu Vũ đã bị bắt làm tù binh ở Thọ Quang khi đang trên đường chạy đến Thanh Đảo. Ngày 2 tháng 6 năm 1949, sau khi quân đội Hoa Kỳ rút khỏi Thanh Đảo, Giải phóng quân tiến vào đóng quân trong thành phố.
Sau khi Cộng hòa Nhân dân Trung Hoa được thành lập, năm 1950, một số phần ở tây bộ Sơn Đông gồm Hà Trạch và Liêu Thành đã bị tách ra để hợp thành tỉnh mới Bình Nguyên, song tỉnh này đã bị triệt tiêu vào năm 1952 và các khu vực này lại trở về Sơn Đông. Từ Châu và Liên Vân Cảng của Giang Tô cũng từng thuộc quyền quản lý của Sơn Đông trong giai đoạn 1949-1952. Trong Nạn đói lớn 1959-1961, Sơn Đông là một trong các tỉnh chịu thiệt hai nghiêm trọng nhất toàn quốc, đặc biệt là vùng có Hoàng Hà chảy qua ở tây bắc bộ. Từ thập niên 1980, Sơn Đông, đặc biệt là vùng duyên hải đông bộ, đã có sự phát triển to lớn về kinh tế, trở thành một trong các tỉnh giàu có nhất của Trung Quốc.

## Địa lý
Tôn giáo tại Sơn Đông

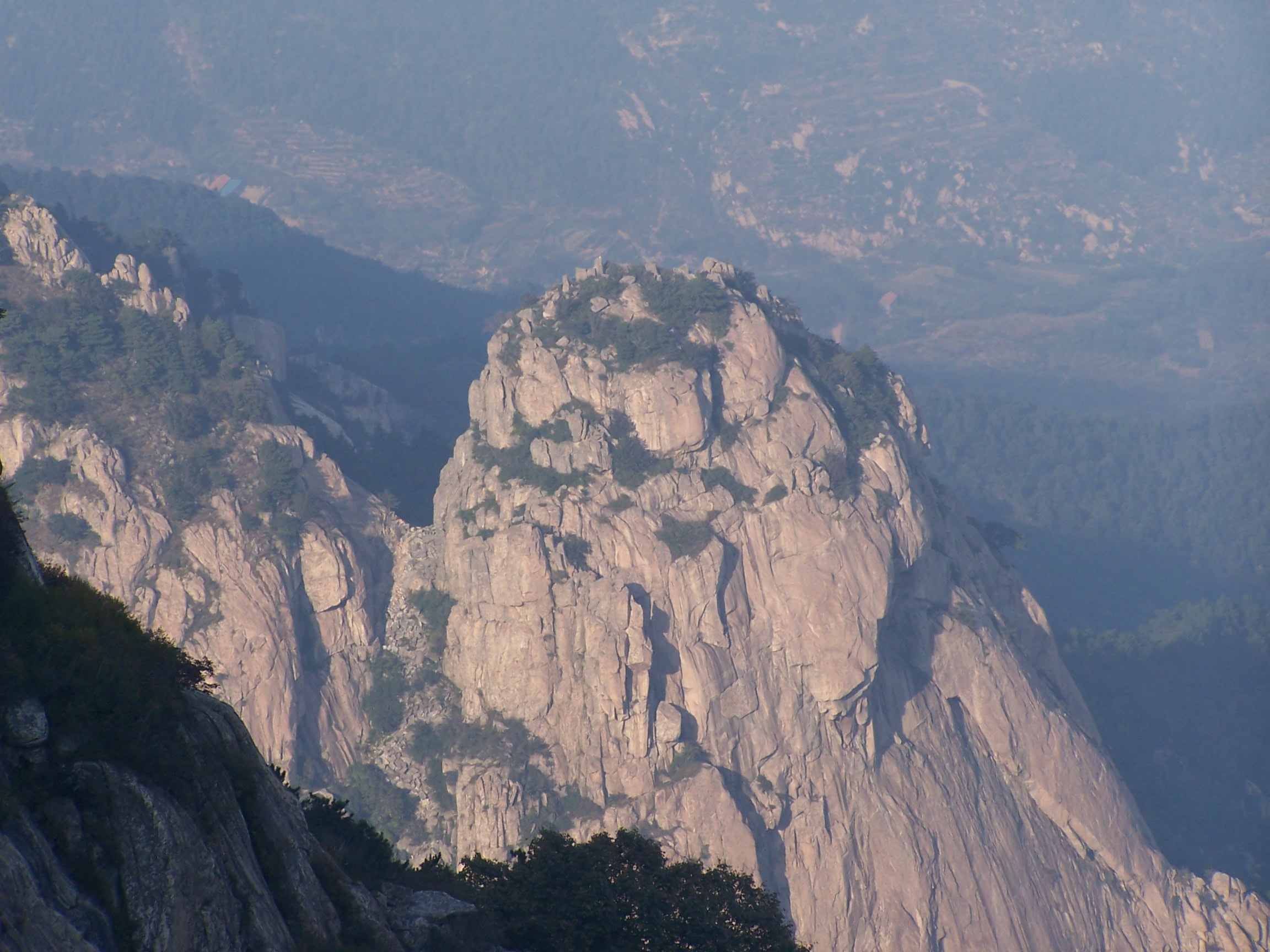
Thái Sơn.

Địa hình chủ yếu của Sơn Đông là đồng bằng. Tây bắc bộ, tây bộ, tây nam bộ của tỉnh đều là một bộ phận của bình nguyên Hoa Bắc rộng lớn. Trung bộ Sơn Đông có địa hình núi non hơn, trong đó Thái Sơn được biết đến nhiều nhất. Đông bộ Sơn Đông là bán đảo Sơn Đông nhiều đồi núi kéo dài ra đến biển; bán đảo này tách Bột Hải ở phía tây bắc với Hoàng Hải ở phía đông và nam. Đỉnh cao nhất ở Sơn Đông là đỉnh Ngọc Hoàng thuộc Thái Sơn với cao độ 1.545 mét (5.069 ft).
Hoàng Hà chảy qua tây bộ Sơn Đông, đổ ra biển ở vùng bờ biển bắc bộ Sơn Đông; đoạn sông chảy qua Sơn Đông được đắp đê hai bên, do bồi tích trong một thời gian dài nên lòng sông cao hơn các khu vực đất đai ngoài đê, ngoài ra một số vùng ở tây bộ Sơn Đông cũng thuộc lưu vực Hải Hà ở phía bắc và lưu vực Hoài Hà ở phía nam. Đại Vận Hà đi vào Sơn Đông ở phía tây bắc và tây nam. Hồ Vi Sơn (微山湖) là hồ lớn nhất Sơn Đông, với diện tích 1266 km². Chiều dài đường bờ biển của Sơn Đông là khoảng 3.000 kilômét (1.900 mi). Bán đảo Sơn Đông có một đường bờ biển nhiều đá với các vách đá, vịnh và hải đảo. Vịnh Lai Châu là vịnh cực nam trong ba vịnh lớn của Bột Hải, nằm ở phía bắc bán đảo, giữa Đông Dinh và Bồng Lai. Vịnh Giao Châu nhỏ hơn nhiều vịnh Lai Châu, nằm ở phía nam bán đảo, cạnh Thanh Đảo. Quần đảo Trường Sơn (长山列岛) kéo dài về phía bắc từ bờ biển phía bắc của bán đảo.
Sơn Đông có khí hậu ôn hòa, nằm ở vùng chuyển giao giữa khí hậu cận nhiệt đới ẩm (Cwa theo phân loại khí hậu Köppen) và khí hậu lục địa ẩm (Köppen Dwa) với bốn mùa phân biệt. Mùa hè nóng và mưa nhiều (ngoại trừ một vài khu vực ven biển), trong khi mùa đông lạnh và khô. Nhiệt độ trung bình của Sơn Đông là −5 đến 1 °C (23 đến 34 °F) vào tháng 1 và 24 đến 28 °C (75 đến 82 °F) vào tháng 7. Lượng mưa bình quân là 550 đến 950 milimét (22 đến 37 in), phần lớn là vào những tháng mùa hè, do ảnh hưởng của gió mùa.
Sơn Đông là một phần của khối phía Đông thuộc nền cổ Hoa Bắc. Bắt đầu vào Đại Trung sinh, Sơn Đông đã trải qua một quá trình mỏng hóa vỏ Trái Đất, một điều khác thường của một nền cổ và nó đã khiến lớp vỏ Trái Đất giảm từ 200 km xuống còn 80 km. Sơn Đông do đó đã từng chịu các ảnh hưởng kéo dài của núi lửa trong Phân đại Đệ Tam. Một số thành hệ địa chất tại Sơn Đông có nhiều hóa thạch. Ví dụ như tại Chư Thành ở đông nam bộ Sơn Đông, người ta đã phát hiện ra nhiều hóa thạch khủng long. Một phát hiện lớn đã tìm được 7.600 xương khủng long, bao gồm hài cốt của tyrannosaurus và ankylosaurus, được công bố vào năm 2008, và được cho là bộ sưu tập lớn nhất từng được phát hiện.

## Các đơn vị hành chính
Sơn Đông được chia thành 16đơn vị hành chính cấp địa khu, và tất cả đều là thành phố thuộc tỉnh (địa cấp thị):
| Bản đồ                     | #          | Tên            | Thủ phủ              | Chữ Hán Bính âm | Dân số (2010) | Diện tích (km²) | Mật độ (người/km²) |
| -------------------------- | ---------- | -------------- | -------------------- | --------------- | ------------- | --------------- | ------------------ |
|                            |            |                |                      |                 |               |                 |                    |
| — Thành phố cấp phó tỉnh — |            |                |                      |                 |               |                 |                    |
| 1                          | Tế Nam     | Lịch Hạ        | 济南市 Jǐnán Shì     | 6.814.000       | 8.177         | 833             |                    |
| 2                          | Thanh Đảo  | Thị Nam        | 青岛市 Qīngdǎo Shì   | 8.715.100       | 11.026        | 790             |                    |
| — Thành phố cấp địa khu —  |            |                |                      |                 |               |                 |                    |
| 3                          | Tân Châu   | Tân Thành      | 滨州市 Bīnzhōu Shì   | 3.748.500       | 9.447         | 397             |                    |
| 4                          | Đức Châu   | Đức Thành      | 德州市 Dézhōu Shì    | 5.568.200       | 10.356        | 538             |                    |
| 5                          | Đông Dinh  | Đông Dinh      | 东营市 Dōngyíng Shì  | 2.035.300       | 7.923         | 257             |                    |
| 6                          | Hà Trạch   | Mẫu Đơn        | 菏泽市 Hézé Shì      | 8.287.800       | 12.238        | 677             |                    |
| 7                          | Tế Ninh    | Thị Trung      | 济宁市 Jìníng Shì    | 8.081.900       | 11.285        | 716             |                    |
| 8                          | Truy Bác   | Trương Điếm    | 淄博市 Zībó Shì      | 4.530.600       | 5.938         | 763             |                    |
| 9                          | Liêu Thành | Đông Xương Phủ | 聊城市 Liáochéng Shì | 5.789.900       | 8.714         | 664             |                    |
| 10                         | Lâm Nghi   | Lan Sơn        | 临沂市 Línyí Shì     | 10.039.400      | 17.186        | 584             |                    |
| 11                         | Nhật Chiếu | Đông Cảng      | 日照市 Rìzhào Shì    | 2.801.100       | 5.310         | 528             |                    |
| 12                         | Thái An    | Thái Sơn       | 泰安市 Tài'ān Shì    | 5.494.200       | 7.761         | 708             |                    |
| 13                         | Duy Phường | Khuê Văn       | 潍坊市 Wéifāng Shì   | 9.086.200       | 15.829        | 574             |                    |
| 14                         | Uy Hải     | Hoàn Thúy      | 威海市 Wēihǎi Shì    | 2.804.800       | 5.436         | 516             |                    |
| 15                         | Yên Đài    | Lai Sơn        | 烟台市 Yāntái Shì    | 6.968.200       | 13.746        | 507             |                    |
| 16                         | Tảo Trang  | Thị Trung      | 枣庄市 Zǎozhuāng Shì | 3.729.300       | 4.550         | 820             |                    |

Các đơn vị hành chính cấp địa khu trên đây được chia thành 140 đơn vị hành chính cấp huyện, gồm 49 quận (thị hạt khu), 31 thành phố cấp huyện (huyện cấp thị) và 108 huyện. Các đơn vị hành chính cấp huyện này lại được nhỏ thành 1941 đơn vị hành chính cấp hương, gồm 1223 thị trấn (trấn), 293 hương, 2 hương dân tộc, và 423 phường (nhai đạo).

## Kinh tế
Các Tỉnh trưởng Chính phủ Nhân dân tỉnh Sơn Đông thế kỷ XXI đều là chuyên gia kinh tế. Sơn Đông có dân đông đảo và kinh tế cao. Năm 1978, GDP Sơn Đông đứng thứ tư trong cả nước. Trong 30 năm 1979 – 2008, tốc độ tăng trưởng GDP trung bình hàng năm ở Sơn Đông là 11,6%, đứng thứ năm trong cả nước sau Quảng Đông, Chiết Giang, Phúc Kiến và Nội Mông Cổ, trong đó tốc độ tăng trưởng GDP từ 1992 đến 1995 vượt quá 20%. Kể từ năm 2007, kinh tế Sơn Đông đã đứng thứ ba trong cả nước. Năm 2014, tổng GDP của Sơn Đông là gần một nghìn tỷ USD và GDP bình quân đầu người là 9.911 USD. Trong năm 2015, GDP tăng 8,0%, vượt sáu nghìn tỷ NDT.
Năm 2015, 15 tỉnh và thành phố thuộc tỉnh Sơn Đông đã lọt vào danh sách 100 thành phố hàng đầu ở Trung Quốc, số lượng được xếp hạng đầu tiên ở mỗi tỉnh. Năm 2017, GDP tăng 7,4% so với năm trước và vượt bảy nghìn tỷ NDT. Thương mại nước ngoài của Sơn Đông đã phục hồi mạnh mẽ, với các đối tác xuất nhập khẩu là Hoa Kỳ, Liên minh châu Âu, Nhật Bản, Hàn Quốc, Hiệp hội các quốc gia Đông Nam Á. Năm 2017, tổng giá trị xuất nhập khẩu đạt 17.823 tỷ nhân dân tệ. Năm 2018, Sơn Đông là tỉnh đông thứ hai về số dân, đứng thứ ba về kinh tế Trung Quốc với 100,4 triệu dân, tương đương Philippines và GDP đạt 7,65 nghìn tỷ NDT (1,165 nghìn tỷ USD), tương ứng với México, hạng 15 thế giới, GDP bình quân đầu người đạt 11.525 USD, hạng chín trong nước.

## Các trường đại học

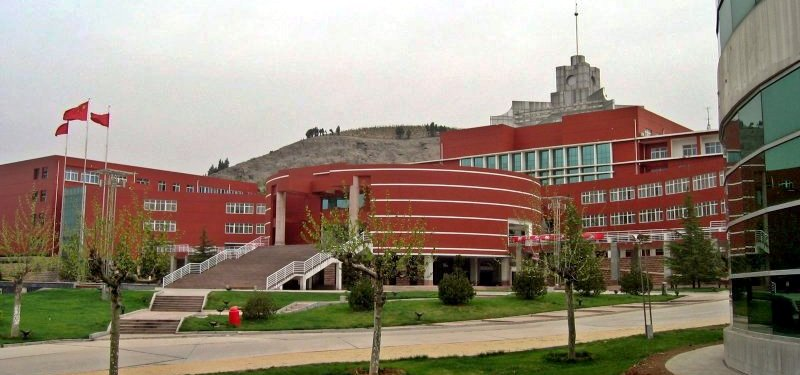
Học viện phần mềm Tề Lỗ (齐鲁软件学院) thuộc Đại học Sơn Đông, 2005

| - Đại học Sơn Đông (山东大学) - Đại học Hải dương Trung Quốc (中国海洋大学) - Đại học Công nghiệp Cáp Nhĩ Tân (哈尔滨工业大学)- cơ sở Uy Hải - Đại học Dầu mỏ Trung Quốc (中国石油大学)- cơ sở Thanh Đảo - Đại học Nông nghiệp Sơn Đông (山东农业大学) - Đại học Sư phạm Sơn Đông (山东师范大学) - Đại học Khoa Kỹ Sơn Đông (山东科技大学) - Đại học Bách khoa Sơn Đông (山东理工大学) - Đại học Trung Y-Dược Sơn Đông (山东中医药大学) - Đại học Sư phạm Khúc Phụ (曲阜师范大学) - Đại học Thanh Đảo (青岛大学) - Đại học Khoa Kỹ Thanh Đảo (青岛科技大学) - Đại học Bách khoa Thanh Đảo (青岛理工大学) - Đại học Nông nghiệp Trung Quốc (中国农业大学)- cơ sở Yên Đài - Đại học Lỗ Đông (鲁东大学) - Đại học Yên Đài (烟台大学) - Học viện Công thương Sơn Đông (山东工商学院) - Đại học Khoa học-Công nghệ Cáp Nhĩ Tân (哈尔滨理工大学)- cơ sở Vinh Thành - Đại học Liêu Thành (聊城大学) - Đại học Lâm Nghi (临沂大学) - Đại học Tế Nam (济南大学) | - Đại học Tà Kinh Sơn Đông (山东财经大学) - Đại học Kiến trúc Sơn Đông (山东建筑大学) - Học viện Công nghiệp nhẹ Sơn Đông (山东轻工业学院) - Học viện Thể dục Sơn Đông (山东体育学院) - Học viện Nghệ thuật Sơn Đông (山东艺术学院) - Học viện Công nghệ-Mỹ thuật Sơn Đông (山东工艺美术学院) - Học viện Giao thông Sơn Đông (山东交通学院) - Học viện Cảnh sát Sơn Đông (山东警察学院) - Học viện Sư phạm Tề Lỗ (齐鲁师范学院) - Học viện Y Duy Phường (潍坊医学院) - Học viện Y Thái Sơn (泰山医学院) - Học viên Y Tân Châu (滨州医学院) - Học viên Y tế Ninh (济宁医学院) - Học viện Thái Sơn (泰山学院) - Học viện Duy Phường (潍坊学院) - Học viện Tảo Trang (枣庄学院) - Học viện Đức Châu (德州学院) - Học viện Tân Châu (滨州学院) - Học viện Hà Trạch (菏泽学院) - Học viện Nữ Sơn Đông (山东女子学院) |